# Gâcogne
Gâcogne ist eine französische Gemeinde mit 209 Einwohnern (Stand: 1. Januar 2022) im Département Nièvre in der Region Bourgogne-Franche-Comté. Sie gehört zum Arrondissement Clamecy und zum Kanton Corbigny. 

## Geographie
Gâcogne liegt etwa 70 Kilometer nordöstlich von Nevers im Morvan. Umgeben wird Gâcogne von den Nachbargemeinden von Lormes im Norden und Nordwesten, Brassy im Norden und Osten, Ouroux-en-Morvan im Osten und Südosten, Mhère im Süden sowie Vauclaix im Westen.

## Bevölkerungsentwicklung
| Jahr                       | 1962 | 1968 | 1975 | 1982 | 1990 | 1999 | 2006 | 2011 | 2016 |
| Einwohner                  | 505  | 474  | 415  | 344  | 256  | 250  | 264  | 274  | 256  |
| Quellen: Cassini und INSEE |      |      |      |      |      |      |      |      |      |

## Sehenswürdigkeiten
- Kirche Saint-Pierre-aux-Liens-Saint-Laurent von 1871
- Schloss Raffigny aus dem 16. Jahrhundert
- Schloss Saugny von 1862
- Schloss Rhuère aus dem 16. Jahrhundert